# Formuhr
Als Formuhren werden alle Armbanduhren und sonstigen tragbaren Uhren bezeichnet, die in keine andere Klasse eingeordnet werden können und die nicht die typische runde Form bzw. die zylindrische Form des Werkes haben.
Die Formuhren unterscheiden sich daher nicht nur von anderen Armbanduhren, sondern auch von gängigen Taschenuhren. Diese Modelle sind bei Uhrenliebhabern sehr beliebt, da sie sich von den anderen Uhren unterscheiden. Bereits die ersten tragbaren Uhren, die in Parfümdosen namens Bisamapfel eingebaut waren, zählen zu den Formuhren. Formuhren wurde bis Mitte des 20. Jahrhunderts nur zu besonderen Anlässen getragen. Ab dem 21. Jahrhundert stellen diese Formuhren jedoch keine Ausnahme mehr da. Formuhren haben oft ein rechteckiges oder ovales Design, in selteneren Fällen auch in Form eines Herzes, eines Kreuzes oder eines Apfels. Das Zifferblatt ist oft in schlichten Schwarz-Weiß-Tönen gehalten und hat römische Zahlen als Stundenmarkierung. Das Armband besteht aus Leder oder Silberlegierungen. Das Uhrwerk einer Formuhr wird wegen der Anpassung an die Form der Uhr auch Formwerk (als Uhrwerk, das von der runden Form abweicht) genannt. Vor 1914 hatten Armbanduhren meist runde Werke, danach kamen Formwerke auf wie  Tonneau- und Baguette-Werk. Die Firma Movado stellte 1912 eine der Wölbung des Handgelenks angepasste Formuhr mit entsprechendem Formwerk („Polyplan“, um 1932 modifiziert als „Curviplan“) vor (Die meisten gewölbten Gehäuse waren hingegen mit normalen runden Werken ausgestattet). LeCoultre produzierte um 1932 das Werk „Duoplan“.

## Beispiele
| Name             | Herstellungsjahr | Gehäuse            | Zifferblatt | Uhrwerk                             | Funktion          |
| ---------------- | ---------------- | ------------------ | ----------- | ----------------------------------- | ----------------- |
| Movado           | 1915             | Gelbgold           | Silber      | Mechanisch mit Handaufzug           | reine Zeitmessung |
| Cartier          | 1920             | Gelbgold           | Weiß        | Mechanisch mit Handaufzug           | reine Zeitmessung |
| Jaeger-LeCoultre | 1920             | Stahl              | Schwarz     | Mechanisch mit Handaufzug           | reine Zeitmessung |
| Patek Philippe   | 1920             | Gelbgold           | Weiß        | Mechanisch mit Handaufzug           | reine Zeitmessung |
| Leroy            | 1929             | Gelbgold           | Champagner  | Mechanisch mit automatischem Aufzug | reine Zeitmessung |
| Rolex            | 1930             | Weiß- und Gelbgold | Silber      | Mechanisch mit automatischem Aufzug | reine Zeitmessung |
| Rolls            | 1930             | Weißgold           | Silber      | Mechanisch mit automatischem Aufzug | reine Zeitmessung |
| Audemars Piguet  | 1953             | Platin             | Silber      | Mechanisch mit Handaufzug           | reine Zeitmessung |